# Kubuś Puchatek: Puchatkowego Nowego Roku
Kubuś Puchatek: Puchatkowego Nowego Roku (ang. Winnie The Pooh: A Very Merry Pooh Year) – amerykański film animowany z 2002 roku produkcji Walt Disney Animation France. Jest to kompilacja dwóch filmów specjalnych: Gwiazdka z Kubusiem Puchatkiem (wydany z nowym dubbingiem) oraz Happy Pooh Year. 
Film został wydany w Polsce na wideo 13 listopada 2002 roku i DVD 2 grudnia 2002 roku przez Imperial Entertainment.
Film wydano również w Polsce na DVD z dystrybucją CD Projekt i Galapagos Films.
Film wyemitowano w telewizji na kanałach: TVP1, TV Puls, Puls 2, TV4, Disney Channel, Disney Junior i TV6. Ostatnia emisja na Puls 2.

## Fabuła
Królik planuje zorganizować przyjęcie, jednak Kubuś Puchatek i jego przyjaciele zaczynają go denerwować. Królik straszy ich przeprowadzką. Żeby udobruchać Królika, Kubuś i mieszkańcy Stumilowego Lasu muszą złożyć noworoczne obietnice, zmieniając swoje postępowanie.

## Obsada głosowa
- Jim Cummings –
  - Kubuś Puchatek,
  - Tygrys
- John Fiedler – Prosiaczek (dialogi)
- Jeff Bennett – Prosiaczek (śpiew)
- Ken Sansom – Królik
- Kath Soucie – Kangurzyca
- Peter Cullen – Kłapouchy
- Nikita Hopkins – Maleństwo
- Michael Gough – Gofer
- William Green – Krzyś
- Michael York – Narrator

## Wersja polska
Opracowanie wersji polskiej: Start International Polska

Reżyseria: Joanna Wizmur

Dialogi polskie: Krystyna Skibińska-Subocz

Kierownictwo muzyczne: Marek Klimczuk

Tekst piosenek: Marek Robaczewski

Dźwięk i montaż:
- Hanna Makowska,
- Janusz Tokarzewski

Kierownictwo produkcji: Elżbieta Araszkiewicz

Opieka artystyczna: Maciej Eyman

Produkcja polskiej wersji językowej: Disney Character Voices International, Inc.

Wystąpili:
- Maciej Kujawski – Kubuś Puchatek
- Mirosław Wieprzewski – Prosiaczek
- Ryszard Nawrocki – Królik
- Jacek Czyż – Tygrys
- Tomasz Steciuk – Gofer
- Zosia Jaworowska – Maleństwo
- Joanna Jeżewska – Kangurzyca
- Jan Prochyra – Kłapouchy
- Jonasz Tołopiło – Krzyś
- Jacek Brzostyński – Narrator

Wykonanie piosenek:
- „Kubuś Puchatek” – Anna Jurksztowicz, Maciej Kujawski
- „Dzyń, dzyń, dzyń (1)” – Joanna Jeżewska, Zosia Jaworowska, Jacek Czyż, Maciej Kujawski, Ryszard Nawrocki, Jan Prochyra, Tomasz Steciuk, Mirosław Wieprzewski
- „Spadł śnieg” – Maciej Kujawski
- „Dzyń, dzyń, dzyń (2)” – Jacek Czyż
- „Puchatkowy krok stawiam w Nowy Rok” – Maciej Kujawski
- „Nie dla mnie miodek” – Maciej Kujawski
- „Dzyń, dzyń, dzyń (3)” – Jacek Czyż, Ryszard Nawrocki
- „Przyjaźnie stare żyją w nas” – Anna Jurksztowicz, Joanna Jeżewska, Zosia Jaworowska, Jacek Czyż, Maciej Kujawski, Ryszard Nawrocki, Jan Prochyra, Tomasz Steciuk, Jonasz Tołopiło, Mirosław Wieprzewski